# Barión sigma

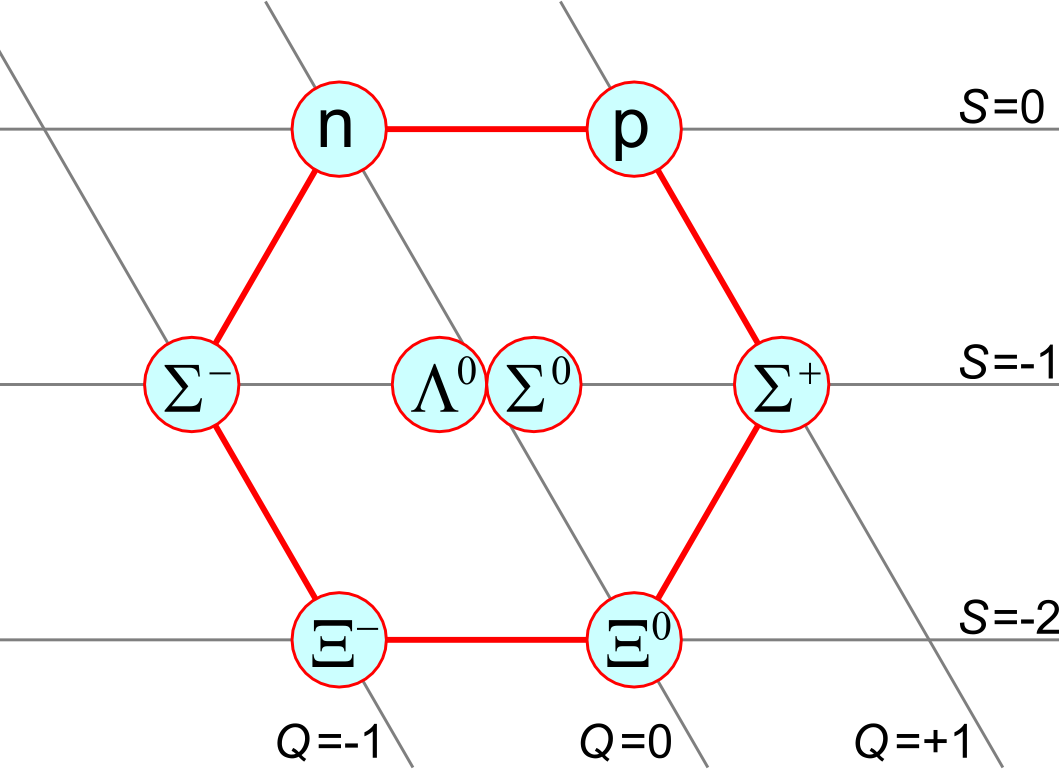
Octeto bariónico.

Los bariones sigma son una familia de partículas subatómicas hadrónicas que tienen carga eléctrica elemental de +2, +1, −1, pudiendo también ser neutras. Los bariones sigma contienen tres quarks, dos de los cuales son quarks arriba (u) o quarks abajo (d), siendo el tercero de ellos un quark extraño s (símbolos Σ+
, Σ0
, Σ−
), un quark encantado c (símbolos Σ++
c, Σ+
c, Σ0
c), un quark fondo b (símbolos Σ+
b, Σ0
b, Σ−
b) o un quark cima t (symbols Σ++
t, Σ+
t, Σ0
t). Sin embargo, no se espera observar los bariones sigma con quark top ya que el Modelo Estándar predice que tengan una vida media aproximada de 5·10−25 segundos. Esto es aproximadamente 20 veces menor que la escala de tiempo de las interacciones fuertes, y por tanto no daría lugar a la formación de hadrones.

## Lista de bariones sigma
Los símbolos que aparecen en estas listas son: I (isospín), J (momento angular total), P (paridad), u (quark arriba), d (quark abajo), s (quark extraño), c (quark encantado), t (quark cima), b (quark fondo), Q (carga), B (número bariónico), S (extrañeza), C (encanto), B′ (inferioridad), T (superioridad), así como otros nombres de partículas subatómicas (pase con el ratón por encima).
Las antipartículas no aparecen listadas en las tablas; sin embargo, simplemente tendrían todos sus quarks cambiados por antiquarks, y los valores de Q, B, S, C, B′ y T tendrían signos opuestos. Los valores de I, J, y P no han sido firmemente establecidos experimentalmente, pero se pueden predecir por el modelo de quarks y son consistentes con las medidas.

### Bariones sigma con JP=1⁄2+
| Nombre de partícula | Símbolo     | Contenido en quarks | Masa en reposo (MeV/c²) | I | JP    | Q (e) | S  | C  | B' | T  | Vida media (s)        | Normalmente se desintegra en |
| ------------------- | ----------- | ------------------- | ----------------------- | - | ----- | ----- | -- | -- | -- | -- | --------------------- | ---------------------------- |
| Sigma               | Σ+          | u s                 | 1,189.37 ± 0.07         | 1 | 1⁄2+  | +1    | −1 | 0  | 0  | 0  | 8.018 ± 0.026 × 10−11 | p+ + π0 o n0 + π+            |
| Sigma               | Σ0          | u d s               | 1,192.642 ± 0.024       | 1 | 1⁄2+  | 0     | −1 | 0  | 0  | 0  | 7.4 ± 0.7 × 10−20     | Λ0 + γ                       |
| Sigma               | Σ−          | d s                 | 1,197.449 ± 0.030       | 1 | 1⁄2+  | −1    | −1 | 0  | 0  | 0  | 1.479 ± 0.011 × 10−10 | n0 + π−                      |
| Sigma encantado     | Σ++ c(2455) | u c                 | 2,454.02 ± 0.18         | 1 | 1⁄2 + | +2    | 0  | +1 | 0  | 0  | 3.0 ± 0.4 × 10−22     | Λ+ c + π+                    |
| Sigma encantado     | Σ+ c(2455)  | u d c               | 2,452.9 ± 0.4           | 1 | 1⁄2 + | +1    | 0  | +1 | 0  | 0  | >1.4 × 10−22          | Λ+ c + π0                    |
| Sigma encantado     | Σ0 c(2455)  | d c                 | 2,453.76 ± 0.18         | 1 | 1⁄2 + | 0     | 0  | +1 | 0  | 0  | 3.0 ± 0.5 × 10−22     | Λ+ c + π−                    |
| Sigma inferior      | Σ+ b(?)     | u b                 | 5,807.8+3.7 −3.9        | 1 | 1⁄2 + | +1    | 0  | 0  | −1 | 0  | Desconocida           | Λ0 b + π+ (visto)            |
| Sigma inferior      | Σ0 b(?)     | u d b               | Desconocido             | 1 | 1⁄2 + | 0     | 0  | 0  | −1 | 0  | Desconocida           | Desconocida                  |
| Sigma inferior      | Σ− b(?)     | d b                 | 5,815.2 ± 2.7           | 1 | 1⁄2 + | −1    | 0  | 0  | −1 | 0  | Desconocida           | Λ0 b + π− (visto)            |
| Sigma superior      | Σ++ t       | u t                 | —                       | 1 | 1⁄2 + | +2    | 0  | 0  | 0  | +1 | —                     | —                            |
| Sigma superior      | Σ+ t        | u d t               | —                       | 1 | 1⁄2 + | +1    | 0  | 0  | 0  | +1 | —                     | —                            |
| Sigma superior      | Σ0 t        | d t                 | —                       | 1 | 1⁄2 + | 0     | 0  | 0  | 0  | +1 | —                     | —                            |

1. 1 2 3  PDG publica la anchura de resonancia (Γ). Aquí en su lugar, se da la conversión τ = ħ⁄Γ.
2. 1 2 3  Los valores específicos del nombre no han sido decididos todavía, pero probablemente estarán próximos a los de Σ
b(5810).
3. 1 2 3 4  Partícula actualmente no observada, pero de existencia predicha por el Modelo Estándar.

### Bariones sigma con JP=3⁄2+
| Nombre de partícula | Símbolo      | Contenido en quarks | Masa en reposo (MeV/c²) | I | JP    | Q (e) | S  | C  | B' | T  | Vida media (s)      | Normalmente se desintegra en     |
| ------------------- | ------------ | ------------------- | ----------------------- | - | ----- | ----- | -- | -- | -- | -- | ------------------- | -------------------------------- |
| Sigma               | Σ∗+ (1385)   | u s                 | 1,382.8 ± 0.4           | 1 | 3⁄2+  | +1    | −1 | 0  | 0  | 0  | 1.84 ± 0.04 × 10−23 | Λ0 + π+ or Σ+ + π0 or Σ0 + π+    |
| Sigma               | Σ∗0 (1385)   | u d s               | 1,383.7 ± 1.0           | 1 | 3⁄2+  | 0     | −1 | 0  | 0  | 0  | 1.8 ± 0.3 × 10−23   | Λ0 + π0 or Σ+ + π− or Σ0 + π0    |
| Sigma               | Σ∗− (1385)   | d s                 | 1,387.2 ± 0.5           | 1 | 3⁄2+  | −1    | −1 | 0  | 0  | 0  | 1.67 ± 0.09 × 10−23 | Λ0 + π− or Σ0 + π− or Σ− + π0 or |
| Sigma encantado     | Σ∗++ c(2520) | u c                 | 2,518.4 ± 0.6           | 1 | 3⁄2 + | +2    | 0  | +1 | 0  | 0  | 4.4 ± 0.6 × 10−23   | Λ+ c + π+                        |
| Sigma encantado     | Σ∗+ c(2520)  | u d c               | 2,517.5 ± 2.3           | 1 | 3⁄2 + | +1    | 0  | +1 | 0  | 0  | >3.9 × 10−23        | Λ+ c + π0                        |
| Sigma encantado     | Σ∗0 c(2520)  | d c                 | 2,518.0 ± 0.5           | 1 | 3⁄2 + | 0     | 0  | +1 | 0  | 0  | 4.1 ± 0.5 × 10−23   | Λ+ c + π−                        |
| Sigma inferior      | Σ∗+ b        | u b                 | Desconocido             | 1 | 3⁄2 + | +1    | 0  | 0  | −1 | 0  | Desconocido         | Desconocido                      |
| Sigma inferior      | Σ∗0 b        | u d b               | Desconocido             | 1 | 3⁄2 + | 0     | 0  | 0  | −1 | 0  | Desconocido         | Desconocido                      |
| Sigma inferior      | Σ∗− b        | d b                 | Desconocido             | 1 | 3⁄2 + | −1    | 0  | 0  | −1 | 0  | Desconocido         | Desconocido                      |
| Sigma superior      | Σ∗++ t       | u t                 | —                       | 1 | 3⁄2 + | +2    | 0  | 0  | 0  | +1 | —                   | —                                |
| Sigma superior      | Σ∗+ t        | u d t               | —                       | 1 | 3⁄2 + | +1    | 0  | 0  | 0  | +1 | —                   | —                                |
| Sigma superior      | Σ∗0 t        | d t                 | —                       | 1 | 3⁄2 + | 0     | 0  | 0  | 0  | +1 | —                   | —                                |

1. 1 2 3 4  Partícula actualmente no observada, pero de existencia predicha por el Modelo Estándar.